# Benedikt Kristjánsson
Benedikt Kristjánsson (* 1987 Húsavík) je islandský zpěvák - tenor. Ve věku 16 let začal studovat zpěv u své matky Margrét Bóasdóttir na Reykjavík Akademie für Gesang. Spolupracoval se sborem Hamrahlíðarkórinn pod vedením sbormistryně Thorgerdur Ingolfsdottir. Dále studoval na Hochschule für Musik "Hanns Eisler" v Berlíně u profesora Scota Weira a absolvoval mistrovské kurzy u Petera Schreiera, Christy Ludwig, Elly Ameling, Roberta Holla, Andrease Schmidta a Helmuta Deutsche.
V roce 2011 získal první cenu v mezinárodní soutěži Gesangs-Wettbewerbs cantateBach in Greifswald a cenu publika na Mezinárodní bachovské soutěži v Lipsku.
Spolupracoval s předními dirigenty, jako jsou Jos van Veldhoven, Andreas Spering, Christoph Spering, Václav Luks, Reinbert de Leeuw, Reinhard Goebel a Hans-Christoph Rademann. 

## Vystoupení v Česku
- 2018 – Johann Sebastian Bach: Vánoční oratorium – Collegium 1704, Nederlands Kamerkoor, Hannah Morrison – soprán, Maarten Engeltjes – kontratenor, Benedikt Kristjánsson – tenor, Thomas Oliemans – bas, dirigent: Peter Dijkstra, Praha, Rudolfinum. 11. prosince 2018[4]